# Susiya
Susiya (in lingua araba سوسية e in lingua ebraica סוּסְיָא) (Susiya, Susia) è una località nel sud dei monti della Giudea, in Cisgiordania, dove si trovano un villaggio palestinese, un insediamento israeliano e un sito archeologico nel quale ci sono i resti sia di una sinagoga del V - VIII secolo sia di una moschea che l'ha sostituita.

## Geografia
Il nome di Susiya è dato a due comunità distinte esistenti al giorno d'oggi: da un lato si riferisce agli abitanti dei villaggi palestinesi, recentemente espulsi, che sono vissuti nelle caverne per decenni nel periodo dei pascoli o, si dice, appartenente ad un'unica comunità della grotta a sud di Hebron presente nella zona sin dai primi anni del XIX secolo, e, dall'altra parte, un insediamento ebraico, creato nel 1983, sotto la giurisdizione del Consiglio regionale Har Hevron, a meno di 2 km di distanza. Nel 1986, il sito palestinese di Susiya venne dichiarato sito archeologico dall'amministrazione civile israeliana, (organismo formalmente sotto il Ministero della difesa, ma subordinato ai militari) e le forze di difesa israeliane espulsero gli abitanti beduini che secondo le Nazioni Unite vivevano delle grotte da tempo. I palestinesi si spostarono a poche centinaia di metri a sud-est del villaggio originario.
La popolazione della comunità palestinese era di 350 persone nel 2012 e 250 negli anni seguenti, costituita da 50 nuclei familiari (2015) rispetto ai 25 del 1986 e ai 13 del 2008. Gli insediamenti israeliani vennero realizzati tra il maggio e il settembre 1983 su una superficie di 1.800 dunum e poi ampliati alla fine del 1999 con l'installazione di 10 camper appartenenti alla famiglia Shreiteh. Aveva una popolazione di 737 persone nel 2006. Il governo israeliano, che aveva emesso ingiunzioni temporanee contro le decisioni dell'Alta Corte di demolire gli avamposti illegali israeliani, fece una petizione all'Alta Corte per consentire la demolizione della palestinese Susiya. Lo Stato espresse la volontà di destinare quelle che definì le terre di proprietà del governo israeliano nei pressi di Yatta come residenza alternativa e per assistere la ricostruzione, considerandolo ideale per gli abitanti sfollati dal pascolo. Il punto di vista ufficiale di Israele è che nessun villaggio storico palestinese era mai esistito lì, solo poche famiglie vi risiedevano stagionalmente e questa zona serviva per gli scavi archeologici. Gli ebrei, tuttavia, occupano illegalmente strutture sullo stesso sito archeologico. L'avvocato dei palestinesi ha risposto che l'esercito ha impedito ai palestinesi di costruire sulla propria terra, pur permettendo ai coloni di lavorare i loro campi.
La comunità internazionale considera illegali gli insediamenti di Israele in Cisgiordania ma il governo di Israele non è d'accordo.

## Storia
Susiya, sia che ci si riferisca al sito della antica sinagoga che alle rovine dell'antico insediamento contiguo di 80 dunum, non è menzionata in alcun testo antico e la letteratura ebraica non registra un'antica città ebrea in questo sito. Qualcuno dice che corrisponderebbe all'insediamento biblico di Carmel (Giosuè 15.5), un'ipotesi di Avraham Negev. Altri sostengono che, sulla scia della Seconda Rivolta (132-135), quando la guarnigione romana di Khirbet el-Karmil la identificò come la biblica Carmel, i religiosi ebrei a disagio con i simboli pagani, si spostarono 2 km a sud-ovest rispetto all'attuale Susiya, i cui terreni erano forse già coltivati. Considerando la loro nuova comunità ancora come Carmel, il nome venne poi perso quando le fortune del villaggio scemarono nel periodo arabo, forse perché i nuovi padroni musulmani non tolleravano la sua economia, che si basava sulla produzione di vino.

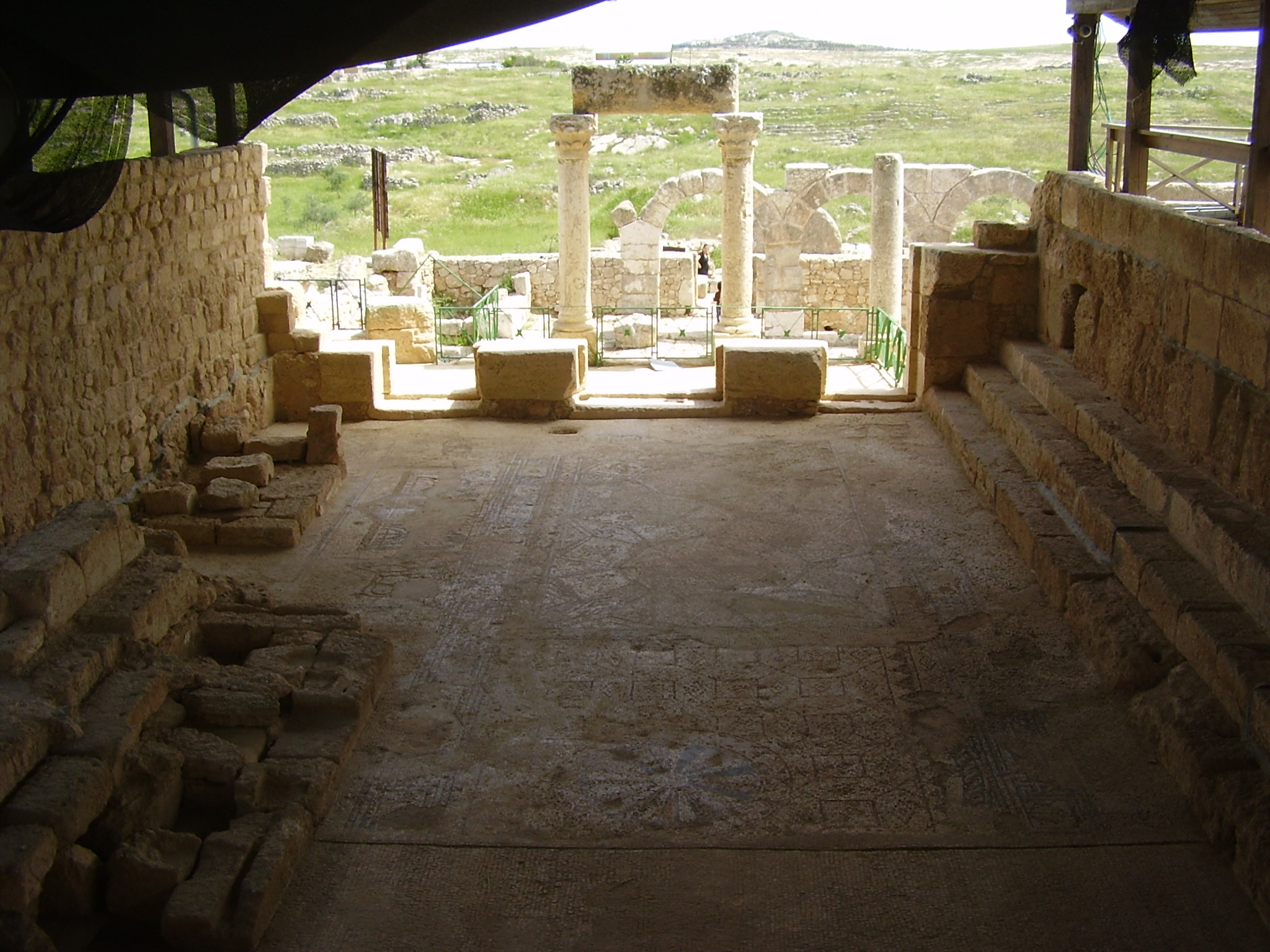
Vista dall'interno

Il sito, in lingua araba Khirbet Susiya/Susiyeh, "Rovine delle piante di liquirizia" venne descritto per la prima volta da Victor Guérin nel 1869, che per primo comprese la sua importanza. La dizione Susiya rappresenta il nome ebraico. Nel Survey of Western Palestine, sulla base di una osservazione del 1874 nella zona del versante sud-est di una collina ad ovest di Susiya, H.H. Kitchener e Claude Conder osservarono che "Questo rudere è stato un tempo un luogo di una certa importanza...". Considerarono che le rovine erano quelle di un monastero bizantino. Fonti tedesche successive dicono che si trattava di ruderi di un'antica chiesa. Nel 1937, l'edificio a nord venne identificato da L. A. Meyer e A. Reifenberg come il sito di una sinagoga.

### Antica sinagoga

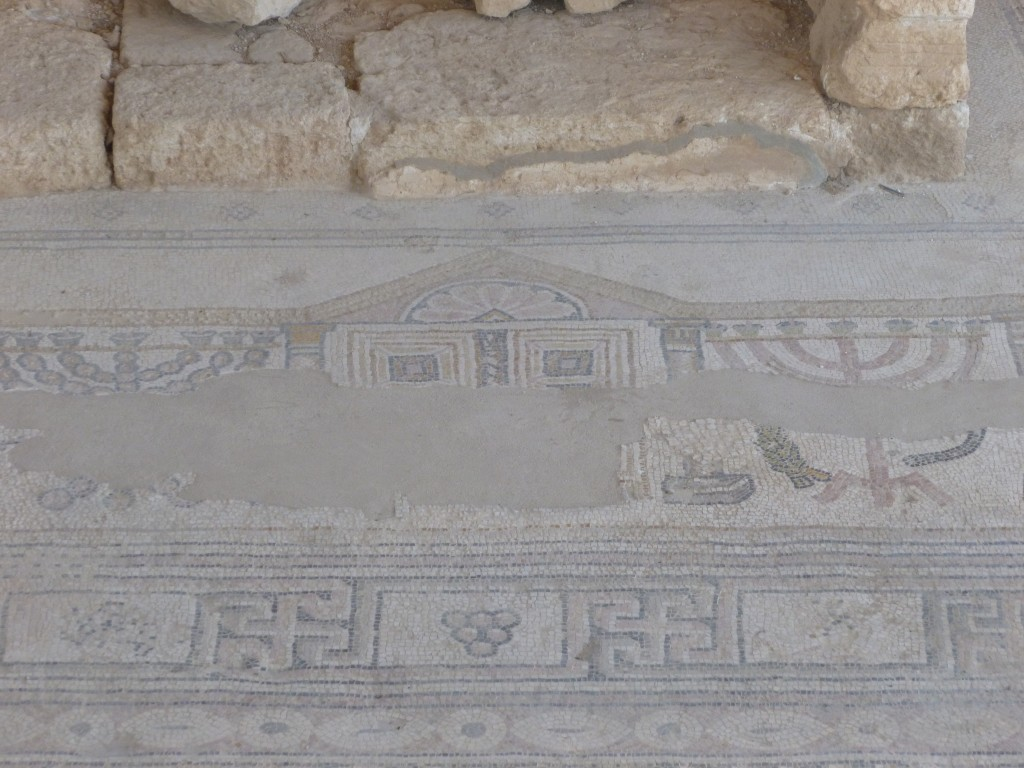
Mosaico della sinagoga.

Susiya è il sito archeologico di un'antica importante sinagoga. Venne esaminato da Shemarya Gutman nel 1969, che scoprì il nartece di una sinagoga durante uno scavo di prova. Egli, assieme a Ze'ev Yeivin e Ehud Netzer, realizzò gli scavi a Khirbet Suseya, (successivamente chiamata, da un calco ebraico, Horvat Susiya) nel periodo 1971-1972, presso il villaggio palestinese di Susiya Al-Qadime. 

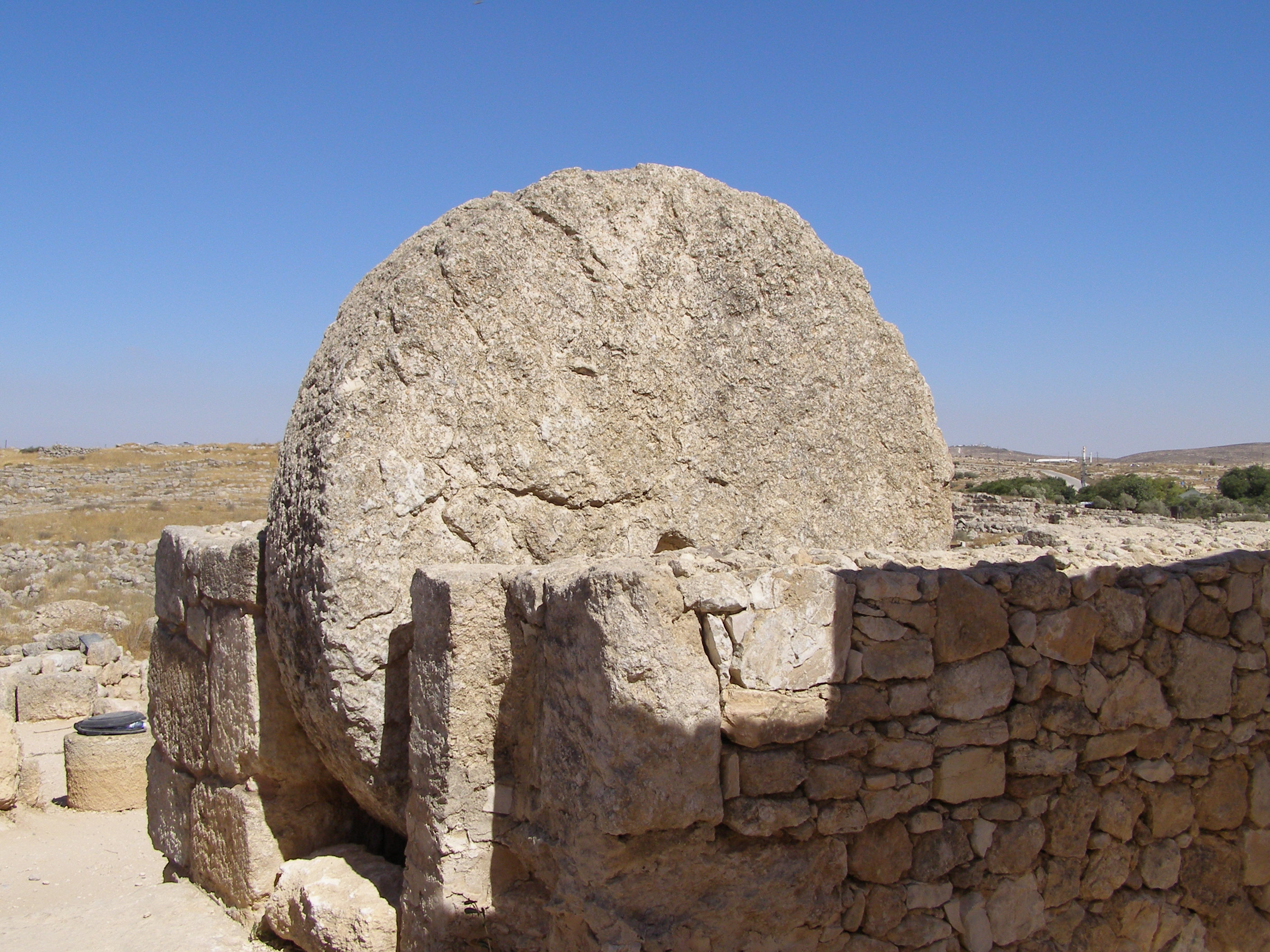
Pietra circolare nella sinagoga di Susiya

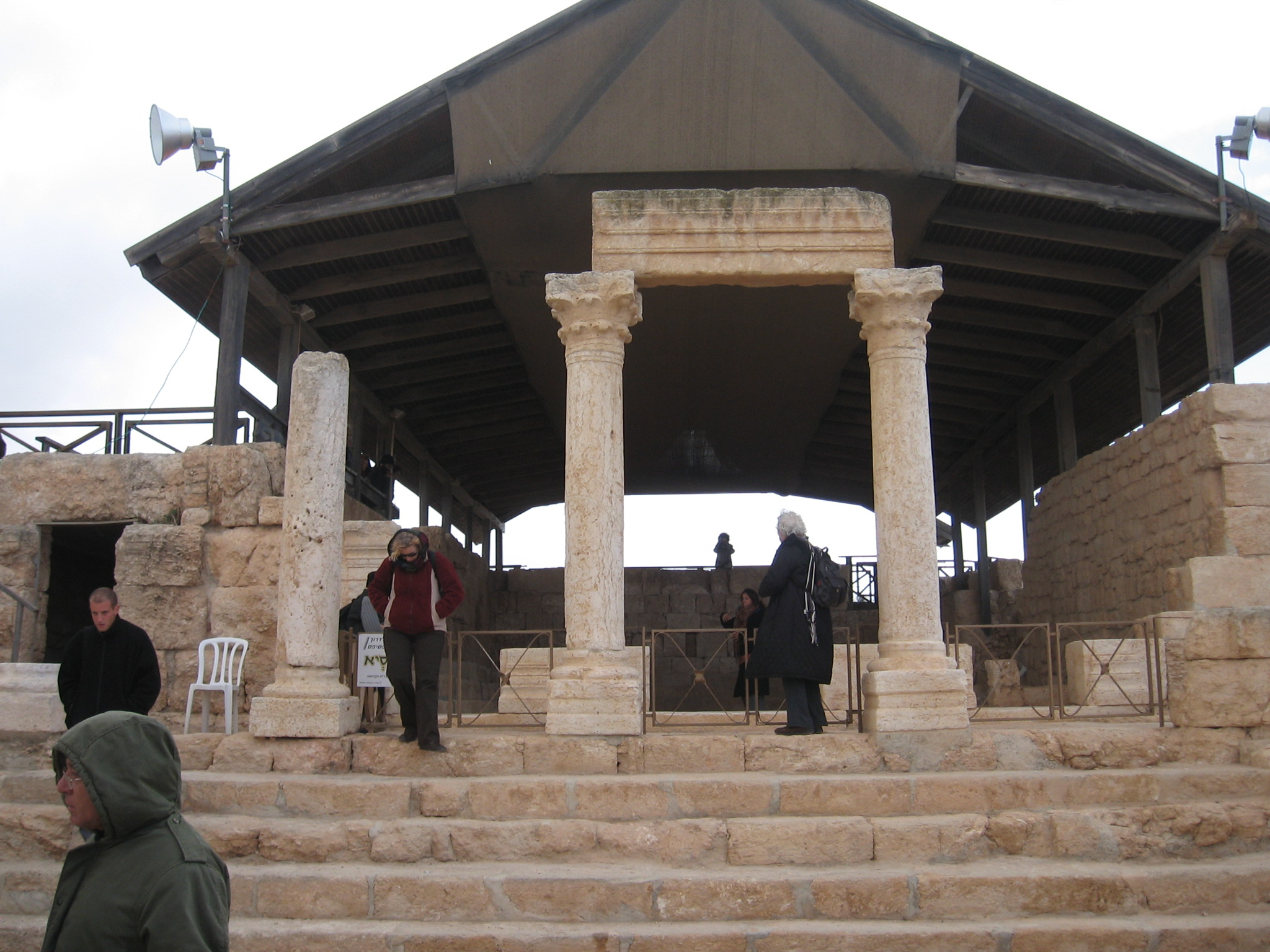
Sinagoga di Susiya

La sinagoga scavata a Susiya risale al IV - VII secolo e rimase in uso continuo fino al IX secolo. Secondo Jodi Magness la sinagoga fu costruita nel IV - V secolo e venne usata per "almeno" altri due secoli. Essa è una di un gruppo architettonico di quattro sinagoghe nel sud dei monti della Giudea, delle totali sei sinagoghe identificate nell'intera Giudea, e il basso numero riflette probabilmente lo spostamento della popolazione in Galilea tra il II e il III secolo. Le altre tre di questo gruppo sono quelle di Eshtemoa, Horvat Maon e 'Anim. Tre caratteristiche eccezionali del gruppo Susiya-Eshtemoa sono la loro larghezza, gli ingressi presso la parete orientale breve e l'assenza di colonne per sostenere il tetto.
Secondo David Amit, la progettazione architettonica, in particolare l'ingresso orientale e l'asse di preghiera, che si differenziano dalla maggior parte delle sinagoghe della Galilea, espone le ramificazioni della prima legge halakhico conservata nel sud della Giudea dalle generazioni dopo la distruzione del Tempio. Questo era stato dimenticato in Galilea, ma in Giudea c'era un'adesione più vicina alle tradizioni antiche che riflettevano una maggiore vicinanza a Gerusalemme. L'orientamento verso oriente può essere anche legato all'idea di dissuadere gli eretici e i cristiani della stessa area, che si inchinavano a est, nella convinzione che la Shekinah si trovasse in quella direzione.

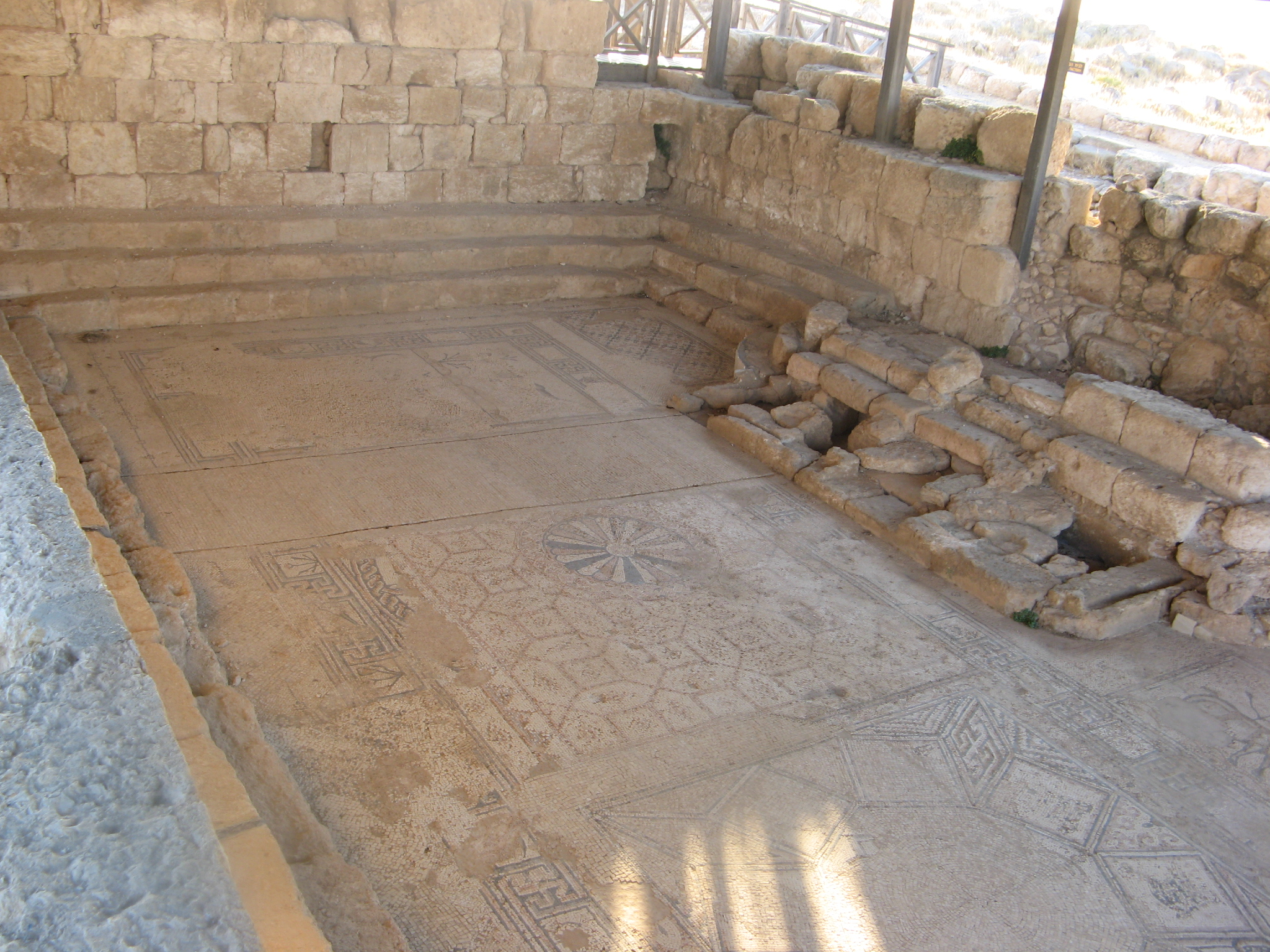
Interno della sinagoga.

La sinagoga è stata costruita come un ampio locale, piuttosto che lungo secondo le linee di una basilica, delle dimensioni di 9 x 16 metri costruita con conci ben battuti, con la facciata a tripla porta con orientamento verso est, e il bimah e la nicchia al centro della parete nord. C'era un bimah secondario nella parte orientale. A differenza di altre sinagoghe della Giudea queste avevano una galleria, realizzata rafforzando la parete occidentale. La parte orientale della sinagoga era un cortile aperto circondato su tre lati da un portico coperto. Il lato occidentale dava sul nartece il cui pavimento era decorato da mosaici colorati con motivi interlacciati. Questo modello fu di breve durata, cedendo nella fase tardo bizantina (VI e VII secolo) alla forma basilicale, già altrove dominante nell'architettura delle sinagoghe.
In contrasto con la maggior parte delle sinagoghe della Galilea con la loro facciata e nicchia della Torah sulla stessa parete orientata verso Gerusalemme, la sinagoga della Giudea a Susiya, (così come quelle di Esthtemoa e Maon) aveva la nicchia nella parte settentrionale e l'ingresso sulla parete orientale rivolta verso Gerusalemme. Il pavimento della sinagoga, in tessere bianche, aveva tre pannelli di mosaico. Quello orientale con la nicchia della Torah, due menorah e uno scrigno in rilievo con delle lampade sospese ad una barra tra i rami superiori delle menorah, forse, poiché la Torah era fiancheggiata da lampade, simbolizzanti la connessione tra la sinagoga e il Tempio, per illuminare il bimah e fornire luce a chi leggeva le scritture, dove si specchiavano le menorah nei mosaici. A sottolineare il significato centrale dello scrigno della Torah nella sala c'era un lulav e un etrog con colonne da ogni lato. Accanto alle colonne vi è un paesaggio con cervi e montoni. Il pannello centrale è composto da motivi geometrici e floreali. Il disegno di razze di ruote davanti al bimah centrale, ha portato Gutman a credere che sia il residuo di una ruota dello zodiaco. I mosaici dello zodiaco sono importanti testimoni del tempo, da quando vennero sistematicamente soppressi dalla Chiesa, e la loro frequente presenza nei pavimenti della sinagoga palestinese può essere un indice di "inculturazione" di immagini non-ebree e la sua conseguente giudaizzazione Lo stato frammentario del mosaico della ruota è dovuto alla sua sostituzione con un modello di pavimentazione geometrica molto più rozzo, indicativo del desiderio di cancellare quella che più tardi fu ritenuta un'immagine sgradevole. La deturpazione delle immagini potrebbe indicare il cambiamento dell'atteggiamento degli ebrei nei confronti delle rappresentazioni visive e delle immagini scolpite, forse influenzato dall'iconoclastia cristiana e dall'aniconismo musulmano.
Un motivo che rappresenta probabilmente Daniele nella fossa dei leoni, come nei mosaici scoperti a Naaran vicino a Gerico e ad Ein Samsam nel Golan sopravvive solo frammentariamente. La figura, in una posizione orante, affiancata da leoni, è stata rimossa dai mosaici in linea con le tendenze più tarde, in quella che Fine chiama una nuova estetica a Khirbet Susiya, una che rinnovò i disegni per sopprimere le forme iconografiche ritenute sconvenienti dalle generazioni successive. Possiamo ricostruire solo l'allusione a Daniele dalle rimanenti lettere ebraiche finali, cioè -el (egli אל)
Un altro elemento unico è il numero delle iscrizioni. Quattro si trovano nei mosaici: due in ebraico, ad attestare forse la conservazione della lingua parlata in questa regione e due in aramaico. Diciannove iscrizioni frammentarie, alcune delle quali in greco, erano incise nel marmo. Da queste iscrizioni dedicatorie si ha l'impressione che la sinagoga sia stata realizzata da donatori anziché dai sacerdoti (kōhen).

### Primo periodo islamico e Crociate
Secondo l'archeologo israeliano Yonathan Mizrachi, la popolazione ebraica era attestata dal IV al VI secolo, dopo di che intervenne un cambiamento. Le iscrizioni arabe scoperte appartenevano alla moschea ma non vennero mai pubblicate e il villaggio prosperò fino al XII secolo.
La sinagoga abbandonata, il suo atrio o il sul cortile, venne trasformato in una moschea intorno al X secolo. Una nicchia sulla parete settentrionale venne utilizzata come miḥrāb al tempo di Saladino, secondo la tradizione locale. Nel XII e XIII secolo i Crociati crearono una guarnigione nelle vicine Chermala ed Eshtemoa, e, sulla loro scia, alcune famiglie si spostarono nelle rovine per coltivare la ricca terra.
L'insediamento sulla collina attigua alla sinagoga sembra abbia avuto un tempo una fiorente economia. Un bell'emporio è stato scavato dalle sue rovine. Potrebbe aver subito un declino nella seconda metà del IV secolo, e ancora una volta nel VI secolo. Alcuni parlano di abbandono anche se l'evidenza dalla sinagoga suggerisce una continuità nel periodo medievale. Dopo la conquista islamica, le testimonianze archeologiche sembrano suggerire che una nuova popolazione musulmana immigrò verso le colline a sud di Hebron e si stabilì vicino alla popolazione ebraica. Venne costruita una moschea nel cortile della ex sinagoga, caratterizzata da un miḥrāb inserito nella parete sud, da un secondo mihrab tra due colonne nel portico meridionale, e "grezze" panchine in pietra lungo le pareti. Magness, valutando le prove scoperte dai numerosi archeologi che hanno scavato nel sito che comprende un'iscrizione, fa risalire la moschea al regno del califfo Al-Walid I, nei primi anni dell'VIII secolo.
Dal 1107, un crociato di nome Gauterius Baffumeth fu signore di Hebron e donò la terra di Sussia agli Ospitalieri. In un documento datato 28 settembre 1110, Baldovino I approvò e confermò questa donazione. Poiché Baffumeth fu signore della vicina Hebron, Sussia viene edentificata con Khirbet Susiya. Le date suggeriscono che il villaggio era stato abitato fin dal periodo arabo e portava il suo nome da allora. Il documento chiama Susiya casale (villaggio), a testimonianza della sua natura agricola. Dal 1154, Susiya era presumibilmente ancora nelle mani degli Ospitalieri, dato che in quell'anno Baldovino III, con il consenso di sua madre, Melisenda, confermò la donazione di Baffumeth.
Alcuni ricercatori ritengono la continuità di soggiorno durò fino al XIII secolo, mentre altri risalgono al XV.

## Era ottomana
Nel suo libro The Land of Israel: A Journal of travel in Palestine, Henry Baker Tristram scrisse "Siamo passati rapidamente attraverso Susieh, una città in rovina, su un pendio erboso, abbastanza grande come gli altri e con una vecchia basilica, ma meno troglodita di Attir. Molti frammenti di colonne sono sparsi a terra, e per molti aspetti era una ripetizione di Rafat".
Victor Guérin affermò nel 1863: "Vedo davanti a me estese rovine chiamate Khirbet Sousieh. Sono quelle di un'importante città le cui case erano generalmente ben costruite, come attestato dalle vestigia che ancora rimangono, e possedevano diversi edifici costruiti in pietra".
Nel 1883, il Fondo per l'esplorazione della Palestina, Survey of Western Palestine, scrisse "Queste rovine sono state, un tempo, un luogo importante...".
Le mappe del XIX secolo hanno rappresentato Susieh talvolta come rovine ed altre come villaggio. Per esempio, la mappa del Fondo per l'esplorazione della Palestina del 1878 e quella di Guérin del 1881 la indicano come rovine, mentre la precedente di Zimmermann del 1850, quella di van de Velde del 1858 e 1865 e quella di Osborn del 1859 la mostrano come un villaggio.

## Mandato britannico
La mappa Bartholomew della Palestina dell'Edinburgh Geographical Institute e quella di F.J. Salmon del 1936 mostrano Susiya come rovine.

## Era moderna

### Khirbet Susiya

#### Origini e storia
Khirbet Susiya, chiamata Susiya al-Qadima ('Antica Susiya') era un villaggio adiacente al sito archeologico di Khirbet Susiya.
Nei primi anni del XIX secolo, molti residenti dei due grandi villaggi nella zona a sud del monte Hebron, Yatta e Dura, iniziarono a immigrare in rovine e grotte della zona che divennero villaggi satelliti della città madre. I motivi dell'espansione furono la mancanza di terra per l'agricoltura, la costruzione nelle città madri che fece aumentare i prezzi dei terreni, la rivalità tra i clan ( chamulas) che desideravano controllare più terra e risorse e nello stesso tempo fare una barriera di sicurezza che rendesse più difficile alle bande di ladri razziare i villaggi madre. Le grotte vennero utilizzate come residenze, dispense ed ovili. Rimase comunque uno stretto collegamento tra insediamenti e villaggi madre. Mentre alcuni insediamenti divennero permanenti con comunità di 10 persone, altri furono delle residenze temporanee di pastori e fallāḥīn che le occupavano per alcuni mesi dell'anno (per il pascolo del bestiame o per la coltivazione della terra). Nel 1981-1982 si stima che 100-120 famiglie vivevano permanentemente nelle grotte nella regione a sud del monte Hebron, mentre 750-850 famiglie vi vivevano solo per alcuni mesi dell'anno.
Yaakov Havakook, che visse nella regione con i locali per diversi anni, scrisse che la comunità di Khirbet Susiya era stagionale e non vi viveva l'intero anno. Le famiglie dei pastori vi arrivavano dopo le prime piogge (ottobre-novembre) e vi rimanevano per la stagione dei pascoli, lasciando la zona alla fine di aprile o agli inizi di maggio.
Erano noti per un particolare tipo di formaggio prodotto nelle grotte.

Secondo il Rabbi per i diritti umani, nel 1948, la preesistente popolazione aumentò per via dei palestinesi rifugiati espulsi, durante la guerra arabo-israeliana del 1948, da Ramat Arad, che acquistarono terreni nell'area. Nel 1982 un pianificatore di insediamenti israeliani, Plia Albeck, esaminò l'area di Susiya, la sinagoga e il villaggio palestinese costruito nelle vicinanze, e incontrando difficoltà ad inservi legalmente insediamenti ebraici, scrisse: 
“L'[antica] sinagoga si trova in una zona che è nota come terre di Khirbet Susiya con intorno un villaggio arabo tra le antiche rovine. Vi è una registrazione formale nel catasto sul terreno di Khirbet Susiya, secondo la quale questa terra, pari a circa 3.000 dunam, appartiene ad una società privata con molti proprietari arabi. Pertanto l'area prossimale all'[antica] sinagoga è a tutti gli effetti di proprietà privata."
Nel giugno 1986, lo Stato di Israele espropriò i terreni del villaggio palestinese per farne un sito archeologico, facendo sloggiare circa 25 famiglie. I palestinesi espulsi si stabilirono nelle caverne e in baracche di lamiera nelle vicinanze, sui loro terreni agricoli in un sito ora chiamato Rujum al-Hamri, per ricominciare la loro esistenza.
La posizione ufficiale del governo israeliano sulla questione dice: "Non c'era uno storico villaggio palestinese presso il sito archeologico, ma si trattava di un agglomerato composto da pochi residenti stagionali e le loro famiglie. La terra è necessaria per il proseguimento degli scavi archeologici." Secondo Regavim (un'organizzazione pro-coloni israeliani), che fece una petizione alla Corte Suprema per ottenere la demolizione degli insediamenti palestinesi a Khirbet Susiya, il luogo era usato come area di pascolo e produzione di olive prima del 1986. Nel rapporto, Regavim scrisse che i viaggiatori del tardo XIX secolo riportano il ritrovamento di rovine (mentre nella vicina Semua veniva riportata zona abitata), il censimento britannico del 1945 non menziona Susiya e un sondaggio del 1967, fatto dopo la guerra dei sei giorni, dichiarò Khirbat Susiya come rovine in contrapposizione ai vicini At-Tuwani, Yatta ed altri villaggi.

#### Stanziamento di beduini nel 2010
Secondo il Washington Post, il moderno insediamento residenziale di beduini che esiste a partire dal 2016 è il risultato di aiuti europei; la Spagna donò la scuola, la Germania fornì i pannelli solari, le pompe dell'acqua vennero finanziate dall'Irlanda, mentre la Norvegia, l'Italia, il Belgio e altri paesi finanziarono il parco giochi per bambini, tuttavia, i rifugi di fortuna hanno "più la sensazione di un campo di protesta che di un villaggio palestinese funzionante. Non ci sono strade, negozi o moschee e neanche case permanenti. Non sembrano esserci molte persone, dando così un certo sostegno all'affermazione di Regavim che la maggior parte dei residenti vive nella vicina città palestinese di Yatta".
In questi giorni vivono della raccolta delle olive, dell'allevamento delle pecore, della coltivazione e dell'apicoltura.